# Лий Пейс
Лий Гринър Пейс (на английски: Lee Grinner Pace) е американски актьор.

## Биография
Роден е в Chickasha, Оклахома, син на Шарлот Пейс, учителка, и Джеймс Рой Пейс, инженер. Има сестра на име Сали и по-малък брат – Уилям. Като дете Лий прекарва няколко години в Саудитска Арабия, където баща му работи; след това семейството се премества в Хюстън, Тексас.
Посещава Клей Хай Скуул в Спринг, Тексас, с бъдещия актьор Мат Боумър. Временно прекъсва обучението си за да играе в Houston's Alley Theatre преди да се върне за дипломиране. През 1997 е приет в Juilliard School's Drama Division като член на Група 30 (1997 – 2001). Докато е там играе в няколко постановки, включително „Ромео и Жулиета“ /като Ромео/ и в „Юлий Цезар“ като Касий. Завършва бакалавърска степен по изящни изкуства.

## Кариера

### Филми
Пейс за първи път добива популярност с ролята си на Calpernia Addams във филма от 2003 г. Soldier's Girl.
Печели награда Готъм и е номиниран за няколко други награди, включително Златен глобус, за ролята си във филма.
През 2012 участва като Гарет в The Twilight Saga: Breaking Dawn – Part 2.
На 30 април 2011 е обявявено, че се е явил на кастинг за ролята на Трандуил, кралят на горските елфи, във филмовата адаптация на Питър Джаксън по романа на Толкин „Хобит“. Появява се в началото на първата част на трилогията, но има по-голяма роля в останалите две части.
Участва във филма на Марвъл от 2014 г., „Пазители на Галактиката“ като Ронан Обвинителят.

## Личен живот
Дълги години медиите спекулират относно сексуалната му ориентация. През февруари 2018 г., Пейс коментира в интервю, „Аз съм излизал с мъже. Аз съм излизал с жени. Не разбирам защо някой го интересува.“